# غوردون هارت
غوردون هارت (بالإنجليزية: Gordon Hart)‏ هو لاعب دوري الرغبي أسترالي، ولد في 17 مايو 1919 في St Peters, New South Wales ‏ في أستراليا، وتوفي في 16 أبريل 2009 في سيدني في أستراليا.